# Анізакідоз
Анізакідо́з (англ. anisakiasis or anisakidosis; синоніми: herringworm disease, whaleworm disease, codworm disease, sealworm disease) — зоонозний гельмінтоз з групи нематодозів, що характеризується ураженням травної системи, спричинений паразитуванням личинкових стадій нематод родини Anisakidae в організмі людини.
Джерелом зараження цими гельмінтами слугує риба (переважно морська), яка є носієм личинок третьої стадії анізакід. Зараження знайдено у 165 видів риб, включаючи акул. Перший випадок анізакідозу у людини був зафіксований у Нідерландах у 1955 році, зараження відбулося в результаті вживання в їжу слабосолоного оселедця. Інвазія може бути передана і через інші контаміновані морепродукти (кальмари, каракатиці тощо). Зареєстровано певну кількість спалахів по світу. В Україні в 1990-ті роки були зафіксовані випадки та спалахи зараження від контамінованого атлантичного оселедця, спричинені личинковими стадіями декількох родів нематод, що входять до родини Anisakidae.

## Етіологія
Збудники входять до спільного з аскаридами та токсокарами ряду Ascaridida.

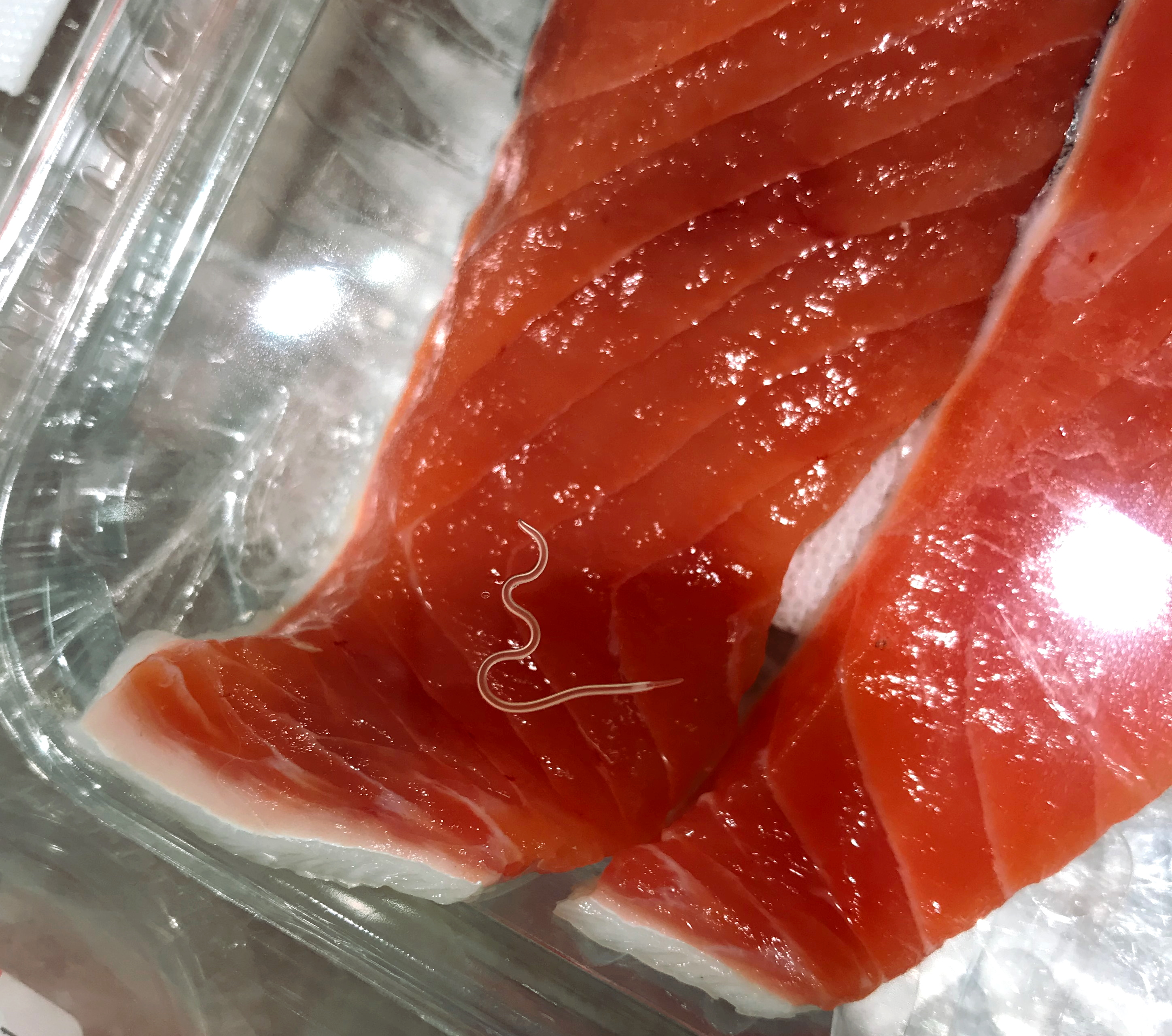
Анізакіди в кеті

## Епідеміологічні особливості
Дорослі особини анізакід паразитують у кишечниках морських птахів, ссавців, а також риб. Зовні за кольором і формою нагадують аскарид, але завдовжки вони значно менші — 4—6 см. Риби виступають паратенічними хазяями; згорнуті у спіраль личинки локалізуються у капсулах на мезентеріумі, можливо їх знаходження у порожнинах тіла риб, у м'язовій тканині. Заражати людину здатні лише представники родів, які заражають теплокровних тварин. Особливе медичне значення мають такі види, як Anisakis simplex і Pseudoterranova decipiens. Зараження часто відбувається там, де її їдять сирою («сашімі, суші або сунумоно», «севіче»), недостатньо солоною або маринованою (голландський або німецький «зелений оселедець») або недовареною (нова кухня). Потрапляючи до людського організму личинки не здатні розвинутись у дорослу стадію, їх розвиток можливий лише в кишечнику їхніх основних хазяїв.

## Патогенез
При попаданні в шлунково-кишковий тракт личинки анізакід активно проникають головним кінцем у слизову оболонку і підслизовий шар по всій довжині від глотки до товстого кишечника. Найчастіше вони виявляються в стінках шлунка і проксимальних (верхніх) відділів тонкого кишечнику. На місці вкорінення личинок формується запалення, що перебігає з еозинофільною інфільтрацією, набряком, виразкуванням і утворенням геморагій. Складки шлунку роздуті, зернисті та почервонілі. Надалі можливе формування фібрінозного ексудату, еозинофільних гранульом, некрозу та перфорації кишкової стінки.

## Клінічні ознаки
Залежать від місця локалізації личинок. У багатьох пацієнтів з анізакідозом шлунка немає клінічних ознак. У інших прояви починаються впродовж 24 годин після вживання інфікованих морепродуктів і можуть бути схожими на пептичну виразку або новоутворення, зі скаргами на біль у верхній частині живота (епігастрії), нудоту, блювання, діарею нерідко з домішками крові, гарячку, частими алергічними реакціями. У деяких пацієнтів може розвинутися хронічний перебіг з поступовою втратою апетиту і ваги, а також рецидивуючим епігастральним болем, який може зберігатися впродовж багатьох років.

## Діагностика
У блювотних масах або фекаліях хворого можна виявити личинки анізакід за допомогою світлового мікроскопа. Під час проведення фіброгастродуоденоскопії (ФГДС) проводиться біопсія слизової оболонки, яку слід застосувати, якщо ендоскопія показала непевні результати, узяти матеріал для паразитологічних і морфогістологічних досліджень. Наразі створено методику дослідження за допомогою імуноферментного аналізу (ІФА) з виявленням специфічних антитіл класу IgM та IgG. Також існує виявлення генетичного матеріалу за допомогою полімеразної ланцюгової реакції (ПЛР).

## Лікування
Застосовують мебендазол або альбендазол по 0,2 г 2 рази на добу 3 дні. Через 3 тижні рекомендується провести повторний цикл лікування в тих же дозах. У країнах Європи і Північної Америки рекомендують ще застосовувати івермектін і тіабендазол, проте вони наразі не зареєстровані в Україні.

## Профілактика
Інфекції можна уникнути, якщо сиру рибу або термічно обробити (температура вище 60 °C), або заморозити нижче -20 °C, або просолити. Так оселедець повинен бути заморожений одразу перед подальшою його переробкою.